# Glenn Ashby
Glenn Thomas Ashby (Bendigo, 1 de setembro de 1977) é um velejador australiano, medalhista olímpico. Ele competiu nos Jogos Olímpicos de Verão de 2008 na classe Tornado e conquistou a medalha de prata, ao lado de Darren Bundock.
Ele é um campeão mundial múltiplo de multicascos. Ele fez parte da equipe da Nova Zelândia como aparador de asas da Copa América de 2013, e capitão dos vencedores da Copa América de 2017. Ashby cresceu velejando com seu irmão e irmã no Bendigo Yacht Club. Aprendendo em um Northbridge Junior por volta dos sete anos, seu pai mais tarde o levou para um Sabre. Em 1996, aos 18 anos, Glenn foi para o exterior pela primeira vez na vida. Nas Honras de Ano Novo da Nova Zelândia de 2019, Ashby foi nomeado Membro da Ordem do Mérito da Nova Zelândia, pelos serviços prestados à vela.